# Iridescent
«Iridescent»  —en español: «Iridiscente»— es una canción de la banda estadounidense de rock alternativo Linkin Park. Fue anunciado como el cuarto sencillo de su cuarto álbum de estudio, A Thousand Suns, que fue lanzado el 14 de septiembre de 2010. El sencillo fue lanzado el 28 de mayo de 2011. El video musical de la canción es dirigido por Joe Hahn, DJ de la banda. La canción sirvió como soundtrack para la película Transformers: el lado oscuro de la luna, continuando la racha de canciones de la banda como soundtracks de las películas de Transformers.

## Antecedentes
En abril de 2011, aparece una pantalla de inicio en la página web de la banda, que contenía una imagen distorsionada de un autobot y un fragmento de «Iridescent» —esto ya no está disponible—. Unos días más tarde, Mike Shinoda confirmó que la canción seriá el cuarto sencillo de A Thousand Suns. También confirmó que una versión más corta había sido hecha para la película Transformers: el lado oscuro de la luna. Shinoda dijo que la colaboración comenzó cuando Michael Bay —el director de la serie cinematográfica—, lo llamó por teléfono acerca de la posibilidad de que la banda continuara su recorrido con canciones emparejado con las películas de Transformers («What I've Done» para la primera película y «New Divide» específicamente para la segunda). Shinoda decidió poner «Iridescent» en la película debido al hecho de que era un favorito de los fanes y la calificó como un «ajuste natural», a pesar de que la canción no sea al estilo «in-your-face». El compositor de la película, Steve Jablonsky, que es fanático de la banda, estaba de acuerdo con la elección, ya que según él la canción encajaba perfectamente con la banda sonora, así como la historia de la película. Ambos, Shinoda y Jablonsky, estaban seguros en que la canción era una opción apropiada para la película, ya que esta es descrita como más «seria» que las anteriores.
«Iridescent» es una balada rock que trata sobre la esperanza en medio del caos y la tristeza. Al igual que en su anterior sencillo —«Burning in the Skies»—, Shinoda canta los versos mientras que el cantante Chester Bennington canta los estribillos y los coros en los versos. En el tercer estribillo todos los integrantes de la banda cantan al mismo tiempo.
HBO uso la canción para promover su línea de programación 2011 – 2012.

## Video musical
El vídeo musical oficial fue dirigido por Joe Hahn, DJ de la banda. En una entrevista con MTV, Mike Shinoda dijo: «Todo lo que sé acerca del concepto es que Joe Hahn me envió un correo electrónico que decía algo acerca de "En el valle de los ciegos, el tuerto es rey", o algo así. Y lo siguiente que sé, tengo cuernos que crecen fuera de mis hombros y tengo un ojo ciego, tengo un perro blanco y una serpiente en un trono hecho de astas. Creo que tendrían que hablar con Joe todos los medios». En el making-of de «Iridescent», que fue lanzado el 31 de mayo de 2011, Hahn dijo que quería combinar la «emotividad» de Transformers: el lado oscuro de la luna con la emotividad de lo que hacen, así como los elementos de los robots que atan a la existencia humana. En otro extenso making-of lanzado el 11 de julio de 2011, se vio que Shinoda fue «obligado» a realizar escenas con una serpiente Morelia spilota.
El vídeo musical de «Iridescent» fue lanzado el 3 de junio de 2011, en MTV y VH1. El vídeo muestra a Mike Shinoda como un rey tuerto con cuernos saliendo de sus hombros, gobernando a los ciudadanos de una tierra posapocalíptica. Numerosos ciudadanos del mundo están usando ropa irregular, incluidos los miembros de la banda. En una escena del vídeo, la banda toma las mismas posiciones que se encuentran en la pintura de Leonardo da Vinci «La Última Cena». Numerosas escenas y fotogramas de Transformers: el lado oscuro de la luna fueron insertados en el video. Hahn dijo que «el video explora cómo la existencia humana podría verse afectada por los elementos de los robots de Transformers y la amenaza de los Decepticons».

## Formatos
| Sencillo en CD |                  |          |  |
| N.º            | Título           | Duración |  |
| 1.             | «Iridescent»     | 4:01     |  |
| 2.             | «New Divide»     | 4:30     |  |
| 3.             | «What I've Done» | 3:25     |  |

| Descarga digital |                  |          |  |
| N.º              | Título           | Duración |  |
| 1.               | «Iridescent»     | 3:59     |  |
| 2.               | «New Divide»     | 4:29     |  |
| 3.               | «What I've Done» | 3:27     |  |

| Sencillo en CD promocional |              |          |  |
| N.º                        | Título       | Duración |  |
| 1.                         | «Iridescent» | 4:00     |  |

## Músicos
- Chester Bennington: guitarra rítmica, voz
- Rob Bourdon: batería, coros
- Brad Delson: teclados, sampler, coros
- Joe Hahn: disk jockey, sampling, coros
- Mike Shinoda: voz, piano, sampler e sintetizador
- Dave Farrell: bajo, coros

## Posicionamiento en listas
| Alemania       | German Singles Chart     | 46 |
| Australia      | Australian Singles Chart | 39 |
| Austria        | Austrian Singles Chart   | 52 |
| Corea del Sur  | Gaon Chart               | 2  |
| Estados Unidos | Billboard Hot 100        | 81 |
| Estados Unidos | Alternative Songs        | 19 |
| Estados Unidos | Rock Songs               | 29 |
| Japón          | Japan Hot 100            | 95 |
| Reino Unido    | UK Singles Chart         | 93 |
| Reino Unido    | UK Rock Chart            | 2  |
| Suiza          | Swiss Singles Chart      | 69 |